# Desa Jurang (administrativ by i Indonesien, lat -6,74, long 110,85)
Desa Jurang är en administrativ by i Indonesien.   Den ligger i provinsen Jawa Tengah, i den västra delen av landet, 400 km öster om huvudstaden Jakarta.